# Fantasma Imperiului Ungar și Casa Europei
Fantasma Imperiului Ungar și Casa Europei este o carte avertisment publicată în România după Conflictul interetnic de la Târgu Mureș și, care face apel la un discurs istoric naționalist.

## Despre
Autorul, considerând că România se află în plin proces de destabilizare, susține ideea că în Ungaria a fost pusă la cale o acțiune de anvergură pentru dezintegrarea României. Ideile exprimate în carte se circumscriu curentului conspiraționist și naționalismului protocronist.
Lucrarea apelează la modalități de manipulare a opiniei publice, cum ar fi prezentarea unor opinii ce aparțin unui curent minoritar naționalist maghiar – ca și atitudine generală a etniei maghiare. Apropierea de Occident este considerată o formă de dezintegrare a României, care riscă în acest context pierderea Ardealului.
La sfârșit, cartea are o Addenda a lucrărilor revizioniste maghiare publicate în Ungaria între 1988-1989.

## Impact
Afirmațiile autorului au fost ulterior reluate drept sprijin pentru idei exprimate în publicistică.